# Ronde van het Baskenland 2025 (mannen)
De 64e editie van de meerdaagse wielerwedstrijd Ronde van het Baskenland voor mannen vond in 2025 plaats van 7 tot en met 12 april als onderdeel van de UCI World Tour 2025. De winnaar van de vorige editie Juan Ayuso werd opgevolgd door de Portugees João Almeida op de erelijst.

## Deelnemende ploegen
De achttien UCI World Tour-teams van dit seizoen plus zes Proteams startten met zeven renners per team wat het deelnemersveld op 168 bracht.

## Etappe-overzicht
| etappe | datum    | start           | finish          | afstand  | type                | winnaar               | Klassementsleider     |
| ------ | -------- | --------------- | --------------- | -------- | ------------------- | --------------------- | --------------------- |
| 1      | 7 april  | Vitoria-Gasteiz | Vitoria-Gasteiz | 16,5 km  | Individuele tijdrit | Maximilian Schachmann | Maximilian Schachmann |
| 2      | 8 april  | Irun            | Lodosa          | 186,6 km | Heuvelrit           | Caleb Ewan            | Maximilian Schachmann |
| 3      | 9 april  | Zarautz         | Beasain         | 156,6 km | Bergrit             | Alex Aranburu         | Maximilian Schachmann |
| 4      | 10 april | Beasain         | Markina-Xemein  | 169,6 km | Bergrit             | João Almeida          | João Almeida          |
| 5      | 11 april | Urduña          | Gernika-Lumo    | 172,3 km | Bergrit             | Ben Healy             | João Almeida          |
| 6      | 12 april | Eibar           | Eibar           | 153,4 km | Bergrit             | João Almeida          | João Almeida          |

## Klassementenverloop
| Etappe       | Winnaar               | Algemeen klassement · | Puntenklassement ·    | Bergklassement ·      | Jongerenklassement · | Ploegenklassement |
| ------------ | --------------------- | --------------------- | --------------------- | --------------------- | -------------------- | ----------------- |
| 1            | Maximilian Schachmann | Maximilian Schachmann | Maximilian Schachmann | Maximilian Schachmann | Michael Leonard      | Soudal Quick-Step |
| 2            | Caleb Ewan            | Maximilian Schachmann | Maximilian Schachmann | Diego Uriarte         | Michael Leonard      | Soudal Quick-Step |
| 3            | Alex Aranburu         | Maximilian Schachmann | Maximilian Schachmann | Bruno Armirail        | Romain Grégoire      | Soudal Quick-Step |
| 4            | João Almeida          | João Almeida          | João Almeida          | Marc Soler            | Brieuc Rolland       | XDS Astana Team   |
| 5            | Ben Healy             | João Almeida          | João Almeida          | Bruno Armirail        | Brieuc Rolland       | XDS Astana Team   |
| 6            | João Almeida          | João Almeida          | João Almeida          | Bruno Armirail        | Isaac Del Toro       | Soudal Quick-Step |
| 0Eindstanden | 0Eindstanden          | João Almeida          | João Almeida          | Bruno Armirail        | Isaac Del Toro       | Soudal Quick-Step |

Mannen:
1924 · 1925 · 1926 · 1927 · 1928 · 1929 · 1930 · 1931–1934 · 1935 · 1936–1968 · 1969 · 1970 · 1971 · 1972 · 1973 · 1974 · 1975 · 1976 · 1977 · 1978 · 1979 · 1980 · 1981 · 1982 · 1983 · 1984 · 1985 · 1986 · 1987 · 1988 · 1989 · 1990 · 1991 · 1992 · 1993 · 1994 · 1995 · 1996 · 1997 · 1998 · 1999 · 2000 · 2001 · 2002 · 2003 · 2004 · 2005 · 2006 · 2007 · 2008 · 2009 · 2010 · 2011 · 2012 · 2013 · 2014 · 2015 · 2016 · 2017 · 2018 · 2019 · 2020 · 2021 · 2022 · 2023 · 2024 · 2025
Vrouwen: 
2022 · 2023 · 2024 · 2025
Tour Down Under ·
Great Ocean Road Race ·
Ronde van de Verenigde Arabische Emiraten ·
Omloop Het Nieuwsblad ·
Strade Bianche ·
Parijs-Nice · 
Tirreno-Adriatico · 
Milaan-San Remo ·
Ronde van Catalonië ·
Classic Brugge-De Panne ·
E3 Saxo Classic ·
Gent-Wevelgem ·
Dwars door Vlaanderen ·
Ronde van Vlaanderen ·
Ronde van het Baskenland ·
Parijs-Roubaix ·
Amstel Gold Race ·
Waalse Pijl ·
Luik-Bastenaken-Luik ·
Ronde van Romandië ·
Eschborn-Frankfurt ·
Ronde van Italië ·
Critérium du Dauphiné ·
Ronde van Zwitserland ·
Copenhagen Sprint · 
Ronde van Frankrijk ·
Clásica San Sebastián ·
Ronde van Polen ·
Cyclassics Hamburg ·
Renewi Tour ·
Ronde van Spanje ·
Bretagne Classic ·
GP van Quebec ·
GP van Montreal ·
Ronde van Lombardije ·
Ronde van Guangxi